# 東大田村
東大田村（ひがしおおたむら）は、広島県世羅郡にあった村。現在の世羅郡世羅町の一部にあたる。

## 地理
- 河川：芦田川[2]

## 歴史
- 1889年（明治22年）4月1日、町村制の施行により、世羅郡本郷村、井折村、寺町村、三郎丸村、青山村、東神崎村、西神崎村が合併して村制施行し、東大田村が発足[1][2]。
- 1890年（明治23年）甲山警察署（現世羅警察署）東大田巡査駐在所開設[2]。
- 1911年（明治44年）東大田産業組合設立[2]。
- 1920年（大正9年）器械製糸場設置[2]。
- 1955年（昭和30年）1月10日、世羅郡大見村、西大田村と合併し、町制施行し世羅町を新設して廃止された[1][2]。

### 地名の由来
中世大田荘の東方に位置することから。

## 産業
- 農業、養蚕[2]

## 教育
- 1908年（明治41年）大字本郷に大田尋常小学校校舎新築[2]。1920年（大正9年）東大田村農業補習学校併置[2]。1926年（大正15年）東大田村青年訓練所設置[2]。1928年（昭和3年）農業補習学校内に女子部を設置[2]。
- 1923年（大正12年）大字本郷に世羅郡内1町12村学校組合立世羅中学校（現広島県立世羅高等学校）開校[2]。
- 1947年（昭和22年）大田中学校開校[2]。